# Nordstadt (Pforzheim)

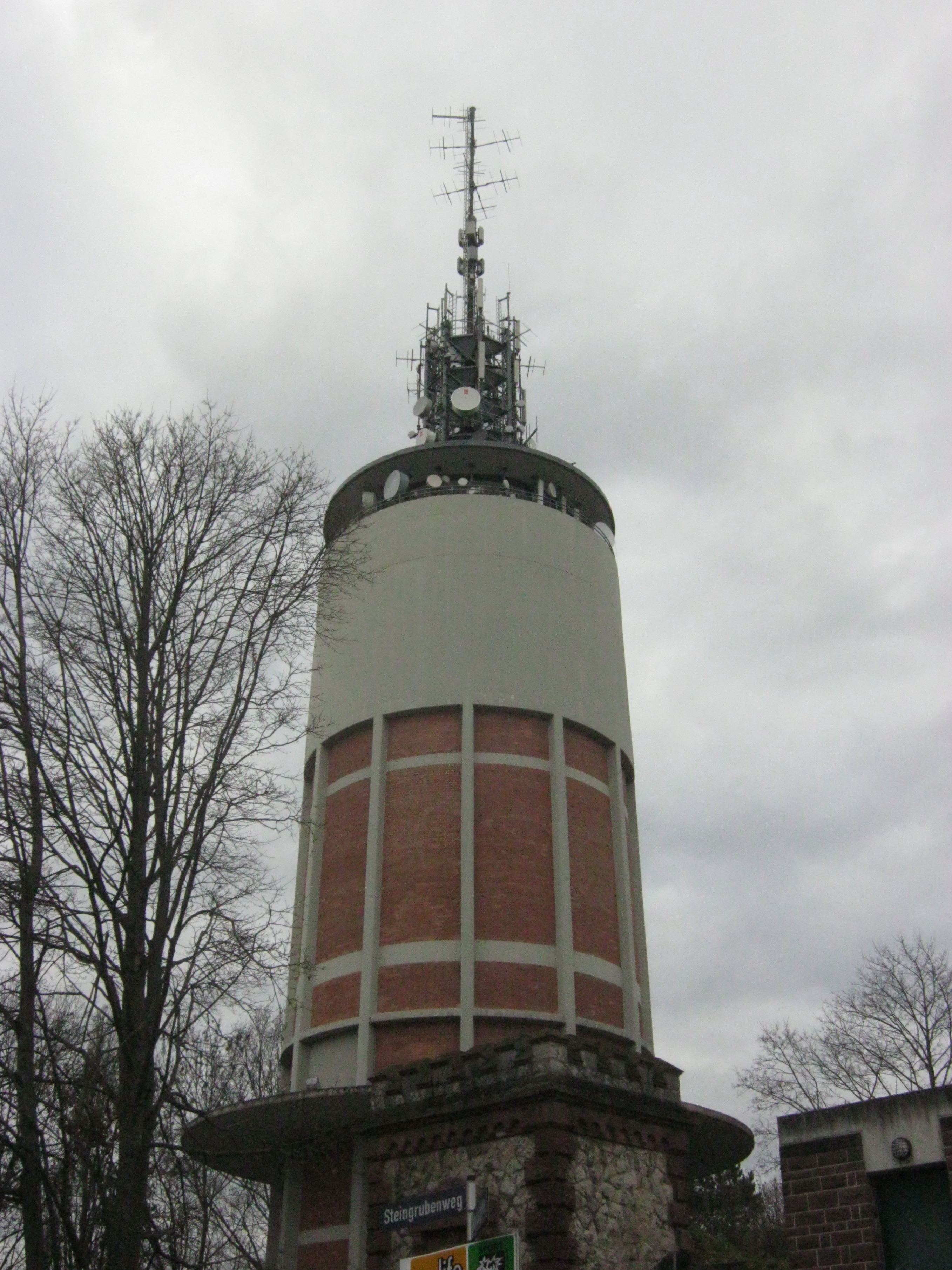
Pforzheimer Wasserturm

Die Nordstadt ist der flächenmäßig fünftkleinste der Pforzheimer Stadtteile und liegt im Nordosten der Stadt. Hier leben 26.926 Einwohner (Stand 31. Dezember 2023).
Die Straßen sind mehrheitlich geprägt vom Wohnungsbau der 50er und 60er Jahre. Viele Straßen tragen Namen alter Herrscherhäuser wie etwa Salierstraße, Hohenzollernstraße oder Hohenstaufenstraße und zeugen von der Erstbebauung des Gebietes in der Kaiserzeit um 1900.
Von der Innenstadt kommt man über die Nordstadtbrücke und die Unterführung am Luisenplatz oder die beiden Fußgängerunterführungen am Hauptbahnhof in die Nordstadt.
Der Pforzheimer Wasserturm als markantes und weithin sichtbares Bauwerk auf dem Wartberg wird neben seiner Funktion als Wasserturm auch als Sendemast für Telekommunikation, Fernsehen und Radiowellen benutzt. Sein Anblick ist den eiligen Reisenden auf der Bundesautobahn 8 wohlbekannt.
Zentrum der Nordstadt ist die Gegend um die Kreuzung der Hohenzollernstraße mit der Christophallee. Hier gibt es neben den Geschäften für den täglichen Bedarf auch viele weitere überregionale Angebote sowie freitags einen Wochenmarkt  auf dem sogenannten Dackelmarkt, einem Plätzchen an der Pfälzerstraße zwischen Hohenstaufenstraße und Salierstraße.

## Geschichte

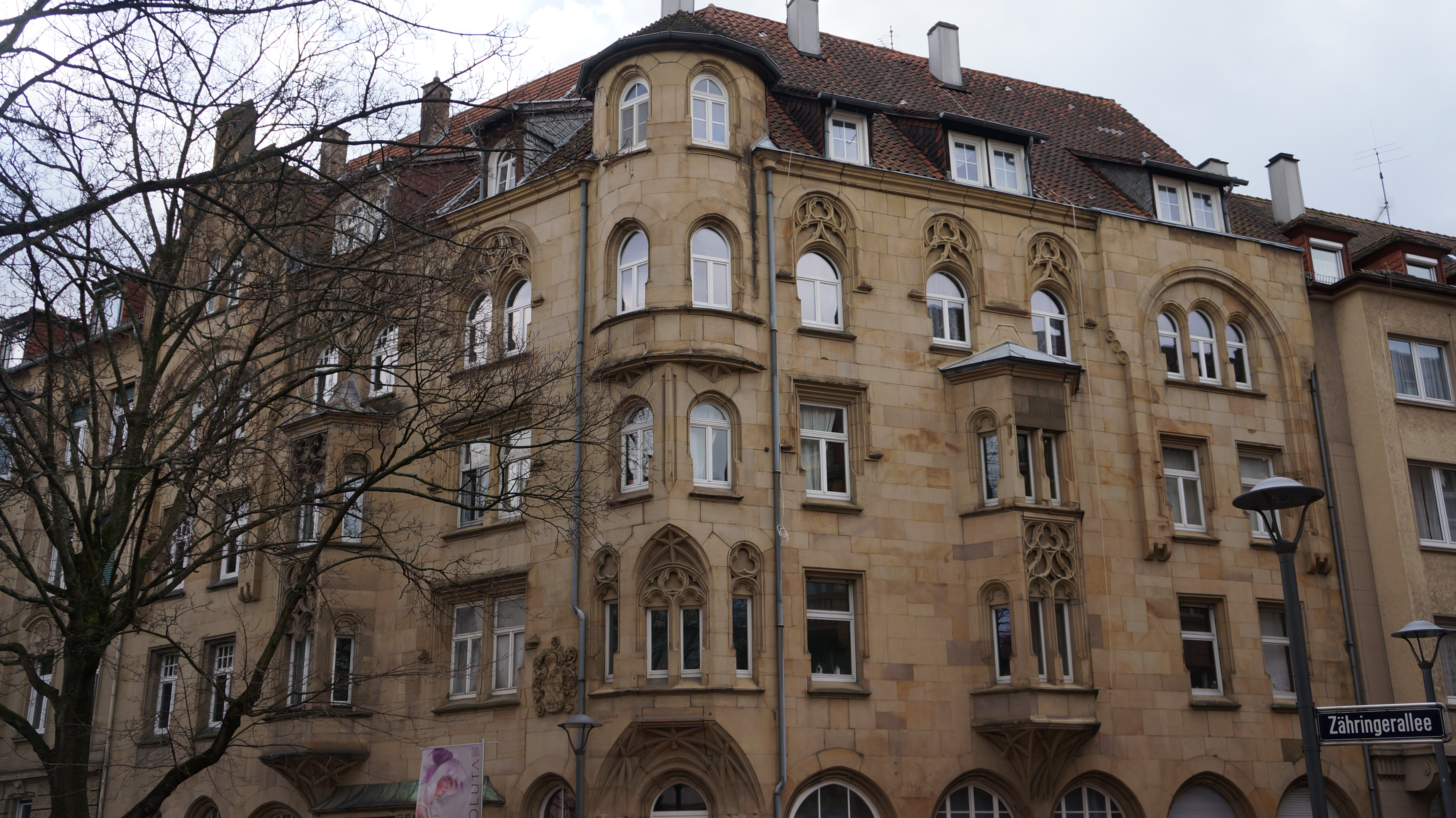
Jugendstil-Gebäude an der Ecke Zähringerallee / Salierstraße

Ältestes Relikt ist der Wartbergturm im Nordosten, ein im 14. oder 15. Jahrhundert errichteter Beobachtungs- und Signalturm der damaligen Pforzheimer Stadtbefestigung. Der Wartturm ist von einer nicht vollständigen Ringmauer mit Schießscharten umgeben und wurde als vorgeschobener Beobachtungsposten der mittelalterlichen Stadtbefestigung errichtet. Durch die weite Rundsicht konnte jede feindliche Annäherung frühzeitig erkannt werden. Der 11 m hohe Rundturm hat nur eine Mauerstärke von 110 cm und einen Innendurchmesser von 2,5 m.
Erst Ende des 19. Jahrhunderts wuchs die Stadt Pforzheim über die Bahnlinie hinaus weiter nach Norden. Daher sind auch viele noch erhaltene Altbauten, die nicht bei der Zerstörung Pforzheims 1945 abbrannten, aus der Zeit um 1900. Der ländliche Charakter wird aus Straßennamen wie ‚Oberer‘ und ‚Unterer Wingertweg‘ ersichtlich, da die Südhanglage bis zur Einstellung des Weinbaus im Biedermeier der Herstellung der lokalen Weine diente.
Im Bereich zwischen dem Hauptbahnhof und der Hohenzollernstraße wurden im letzten Krieg praktisch alle Häuser zerstört. In der Hohenzollernstraße, der Zähringerallee und der Heinrich-Wieland-Allee sind noch alte Häuser erhalten. Die im Nordosten des Stadtteils gelegene ‚Wartbergsiedlung‘ entstand zwischen 1923 und 1929 nach dem Vorbild der englischen Gartenstadt, aber in den Formen historisierenden, vermeintlich altdeutschen Baustils, um die verheerende Wohnungsnot nach dem Ersten Weltkrieg zu lindern.

## Bevölkerung
Nordstadt ist Pforzheims Stadtteil mit den meisten Einwohnern (24.375 Personen; alle Angaben Stand 2012 gemäß Fortschreibung nach Zensus 2011) und dem höchsten absoluten Einwohnerzuwachs in den Jahren 2002 bis 2012 (plus 1544 Personen). Der Altersdurchschnitt liegt bei 41 Jahren, zwei Jahre unter dem Gesamtdurchschnitt der Stadt. 28,8 Prozent der Einwohner Nordstadts sind evangelischen Glaubens, 26,1 Prozent römisch-katholisch. Der Anteil an Ausländern unter der Bevölkerung beträgt ca. 24,8 Prozent (6047 Personen), mit steigender Tendenz wie in allen Pforzheimer Stadtteilen außer Huchenfeld. Absolut leben in der Nordstadt die meisten Sozialhilfeempfänger Pforzheims (308 Personen), der Bevölkerungsanteil von 1,3 Prozent entspricht jedoch dem Durchschnittswert der Stadt. 12 Prozent sind von Leistungen gemäß SGB II abhängig (Stadt-Durchschnitt 11 Prozent). Auch die Arbeitslosigkeit liegt mit 6,3 Prozent etwas über dem Pforzheimer Durchschnitt.

## Bildung
Älteste Schule ist die Nordstadtschule, eine öffentliche Grund-, Haupt- und Werkrealschule mit Ganztages-Hauptschule. Errichtet 1921 nach den Plänen der Architekten Carl Faller und Josef Clev wird sie seit 2011 aufwändig nach Originalplänen grundsaniert.
Die in den 1950er Jahren errichtete Schanzschule ist eine Grund- und Hauptschule.
Das 1963 erbaute Kepler-Gymnasium mit naturwissenschaftlichen, sprachlichen und künstlerischen Schwerpunkten hat außerdem auf dem Dach eine Volkssternwarte.
Das seit 1966 bestehende Wartbergfreibad wird seit 2010 maßgeblich von einem Bürgerverein betrieben, um so dem heftigen Schließungsdruck seitens der Stadtbürokratie zu trotzen.